# Güyük khan
Güyük khan var gissningsvis född 1206 och avled omkring 1248 och var storkhan i Mongolväldet de sista två åren av sitt liv. Han var son till Ögedei, kusin till Khubilai khan och sonson till Djingis khan.
Han deltog i invasion av Ryssland och Europa åren 1236–1241 men hamnade under denna tid i konflikt med sin kusin Batu. När Ögedei dog försökte Batu påverka valet av ny storkhan men med Güyüks mor Torehenes hjälp blev han vald 1246.
När han dog 1248 var ett inbördeskrig nära förestående mellan honom och Batu. Hans änka Oghul Ghaimish tog över men efter tre år lyckades Batu under ett kurultai välja Güyüks kusin Möngke till ledare.